# 壊死性筋膜炎

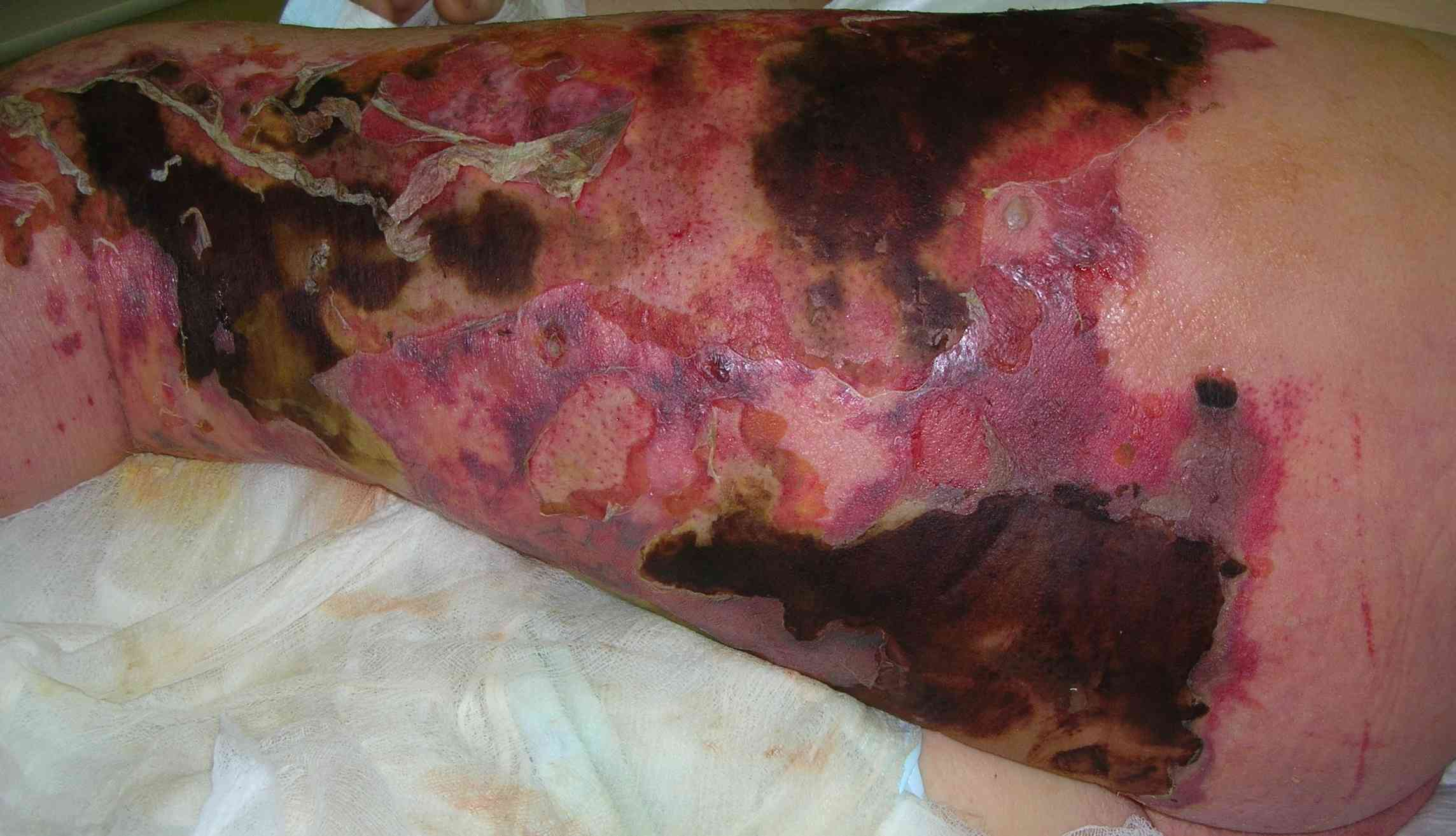
患部の写真

壊死性筋膜炎（えしせいきんまくえん）とは、皮下脂肪組織と固有筋膜の間にある浅層筋膜の細菌性炎症で組織壊死を引き起こす嫌気性菌が原因の感染症の一つ。発症は緩やかであるが急速に進行し重篤な状態となり致死率は高い。中高年の四肢や陰部に好発する。起因菌である溶血性レンサ球菌やビブリオ・バルニフィカスは「人食いバクテリア」とも呼ばれることがある。

## 解説
基礎疾患が無くても生じ、原因菌の経口摂取や外傷（肛門周囲膿瘍、歯周炎、親知らず周囲炎、抜歯後感染、咽頭周囲炎など）からの細菌侵入が原因となる、まれに口腔性交渉。また、前駆疾患として耳下腺炎、下顎智歯の歯根膜炎由来の歯槽膿瘍、頬粘膜の咬傷、下顎小臼歯の根管治療、下顎智歯の抜歯、口腔底の腺様嚢胞癌の切除術、下顎エナメル上皮腫の下顎骨切除術が原因となったとする報告がある。早期診断が重要で急速に悪化するため播種性血管内凝固症候群、多臓器不全に進展し死亡する例も多い。

## 原因菌
常在菌が原因となることもあり黄色ブドウ球菌、溶血性レンサ球菌、大腸菌、無芽胞嫌気性菌など様々であるが特定されると、原因菌名を冠した名称で呼ばれる事もある。
- 溶血性レンサ球菌 - 劇症型A群溶血性連鎖球菌感染症[7]
- エロモナス属(Aeromonas) - Aeromonas 壊死性軟部組織感染症
- ビブリオ・バルニフィカス (Vibrio vulnificus)[8] -  ビブリオ・バルニフィカス感染症
- ウェルシュ菌など - 壊疽

## 症状
真皮全層に浮腫が著明で紫斑、水疱や血疱、陥凹性壊死、潰瘍、激痛を伴う浮腫性腫脹、発赤腫脹と発熱などの全身症状を呈する。初期には、蜂窩織炎に類似した症状を呈し、鑑別が困難なことがある。

## 診断
抗菌薬投与前の細菌検査、白血球増多、炎症反応上昇（CRP高値）、肝機能障害、凝固系異常など。MRI、CT画像検査による筋膜の病変、ガス像の有無。

## 治療
- 外科的デブリードマン、抗菌薬大量投与、対症療法、ショック症状への対応